# Звягинцево (Калининградская область)
Звягинцево— посёлок в Зеленоградском районе Калининградской области. До 2016 года входил в состав Ковровского сельского поселения.

## История
Вашке (нем. Waschke) или Лесной дом Вашке (на нем. Forsthaus Waschke), назывался до 1946 года.
До 1945 года входил в состав Грюнхофф, в графстве Фишхаузен, с 1939 по 1945, округ Самланд, Восточная Пруссия.

## Население
| 2002 | 2010 |
| ---- | ---- |
| 6    | ↗16  |

В настоящее время посёлок заброшен.